# Manuel Vitorino
Manuel Vitorino Pereira (Salvador, 30 de janeiro de 1853 — Rio de Janeiro,  9 de novembro de 1902) foi um político brasileiro e 2.º vice-presidente do Brasil, durante o Governo Prudente de Morais. Durante a licença do titular, foi presidente interino por quase quatro meses.
Manuel Vitorino era filho do português Vitorino José Pereira e de Carolina Maria Franco Pereira. O pai era marceneiro e Manuel teve uma infância muito pobre. Foi médico e escritor na imprensa baiana. Foi presidente do estado da Bahia e também senador federal. Foi presidente interino do Brasil entre 1896-1897 quando Prudente de Morais afastou-se por motivos de saúde. Foi então o único baiano a assumir a presidência da república do Brasil.
Durante sua interinidade na presidência da república, transferiu a sede do governo, do Palácio Itamaraty para o Palácio do Catete que ele adquirira.

## Governo da Bahia
Foi o segundo governador do estado da Bahia no período Republicano. Seu nome foi o primeiro cogitado para ocupar o cargo de governador, mas declinou por não ser um republicano histórico e, ainda, por recusar-se a tomar posse em um quartel. Indicou, então, seu colega, Virgílio Damásio, que efetivamente ocupou o cargo, num primeiro momento - por apenas cinco dias. Por instâncias de Rui Barbosa, entretanto, aquiesce e revê sua decisão.
Assumiu Manuel Vitorino o governo do estado, a 23 de novembro de 1889, na Câmara Municipal de Salvador. Tinha a pretensão de fazer uma administração inovadora, voltada para o incremento da educação. Sendo ele professor da Faculdade de Medicina, e ex-diretor do Liceu de Artes e Ofícios, tinha ali empreendido uma reforma no sistema de ensino.
Objetivando melhorar a instrução pública, nomeou uma Comissão da qual era o próprio presidente, e formada por grandes nomes do ensino, então, no estado: Ernesto Carneiro Ribeiro, Sátiro Dias, Virgílio Clímaco Damásio (que o precedera no cargo e ocupava a vice-governadoria), dentre outros.
No plano político, dissolveu os Partidos Conservador e Liberal - remanescentes do Império, buscando assim promover a conciliação. Criou a Milícia Civil.

### A reforma do ensino

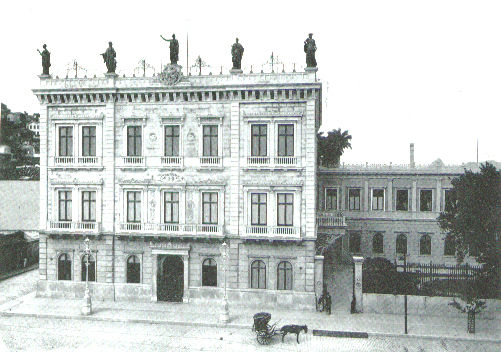
O Palácio do Catete foi adquirido por Manuel Vitorino, quando o mesmo ocupou a Presidência da República.

Grandioso era o projeto de Manuel Vitorino: criava-se uma caixa para financiamento dos altos custos que a educação requeria, tanto no plano estadual como no dos municípios. Regulamentava o alistamento escolar, o ensino de higiene, etc. - medidas que seriam implementadas tomando-se por base dados concretos obtidos do censo escolar que determinara.
Tamanhas modificações encontraram forte oposição e, aliado a outras questões de disputa pelo poder, foi o governador nomeado afastado do cargo a 26 de abril de 1890, sendo nomeado em seu lugar o irmão mais velho do  Marechal Deodoro, Hermes Ernesto da Fonseca, que no brevíssimo tempo que governou teve como principais atos desfazer as reformas empreendidas por Vitorino.
| “ | E a licença, por prazo imprevisível, alterou subitamente a fisionomia do Governo. Assumiu-o (a 11 de novembro de 1896) o Vice-Presidente Manuel Vitorino Pereira, parlamentar de outra formação, que, não pertencendo às mesmas origens republicanas, era com os seus dotes cintilantes de orador e jornalista, um autêntico condutor de massas. Sem compromissos com o passado, culto e imaginoso, tinha Vitorino a intuição do momento, a sensibilidade do tribuno que afina com a exaltação dos auditórios, a simpatia dos jacobinos, incompatíveis com a nova situação. Tornou-se o salvador, o homem que reergueria a República, tão enferma quanto o seu presidente. | ” |

## Na Presidência da República
Na condição de vice-presidente, acumulou a presidência do Senado, conforme estabelecia a Constituição da época. Em 1896, Manuel Vitorino assume interinamente o cargo de Presidente da República, quando Prudente de Morais se licencia do cargo por quatro meses por motivo de doença. Ligado aos partidários de Floriano Peixoto, os chamados jacobinos, Manuel Vitorino não mantinha boa relação com o presidente afastado, Prudente de Morais.  Pôs em prática suas próprias idéias e interesses políticos. Comprou o Palácio do Catete para abrigar a sede da Presidência.
Uma vez no exercício do cargo, Vitorino entra em atrito com Maurício de Abreu, governador do estado do Rio de Janeiro. Vitorino interveio nas eleições federais na cidade de Campos dos Goytacazes, no estado do Rio de Janeiro, buscando fortalecer a liderança local de Nilo Peçanha e enfraquecer o grupo politico de José Tomás da Porciúncula do qual fazia parte Maurício de Abreu. Diante do fato o Partido Republicano Fluminense, prejudicado, rompe relações com o governo de Vitorino; Alberto Torres, membro do
partido, se demite do Ministério da Justiça por considerar esta interferência um insulto. Com o retorno de Prudente à presidência as relações entre os governos federal e estadual se normalizam.
Por solicitação do governador da Bahia, Luís Viana, Vitorino enviou para combater o movimento da Guerra de Canudos uma terceira expedição federal, sob o comando do coronel Moreira César. Esta expedição, mais adiante, se revelou um desastre, com a trágica morte do coronel e uma negativa repercussão nacional que atingiu o Exército Brasileiro e o governo federal.
Em 4 de março de 1897, sem qualquer aviso, Prudente de Morais apresentou-se para reassumir o cargo. Retornando à condição de vice-presidente, Manuel Vitorino aliou-se à oposição.

## O atentado a Prudente de Morais
A carreira política de Manuel Vitorino sofreu um grave abalo quando do atentado sofrido por Prudente de Morais. Em 5 de novembro de 1897 Prudente de Morais foi recepcionar os militares vitoriosos em Canudos; acabou sendo alvo de um atentado contra a sua vida. O soldado Marcelino Bispo de Melo não conseguiu atingir o presidente, mas acabou matando, a punhaladas, o marechal Carlos Machado Bittencourt, ministro da Guerra. 
O vice-presidente Manuel Vitorino foi indiciado no inquérito sobre o atentado, acusado de envolvimento no ato criminoso. Respondeu com um Manifesto em que proclamava inocência. Seu nome não foi incluído no despacho final do processo, mas sua carreira política arruinou-se. Findo o mandato, passou a atuar no jornalismo, publicando críticas ao novo presidente Campos Sales, sucessor de Prudente de Morais, no jornal Correio da Manhã.

## Livros publicados
Manuel Vitorino publicou várias obras, a maioria no campo da medicina. Entre elas, destacam-se:
- Moléstias parasitárias mais frequentes nos climas tropicais
- Alcoóis poliatômicos
- Saneamento do Rio de Janeiro
- Instituto Benjamin Constant
- Higiene das escolas e a filária de Medicina para a América pelas negras africanas

## Cronologia sumária

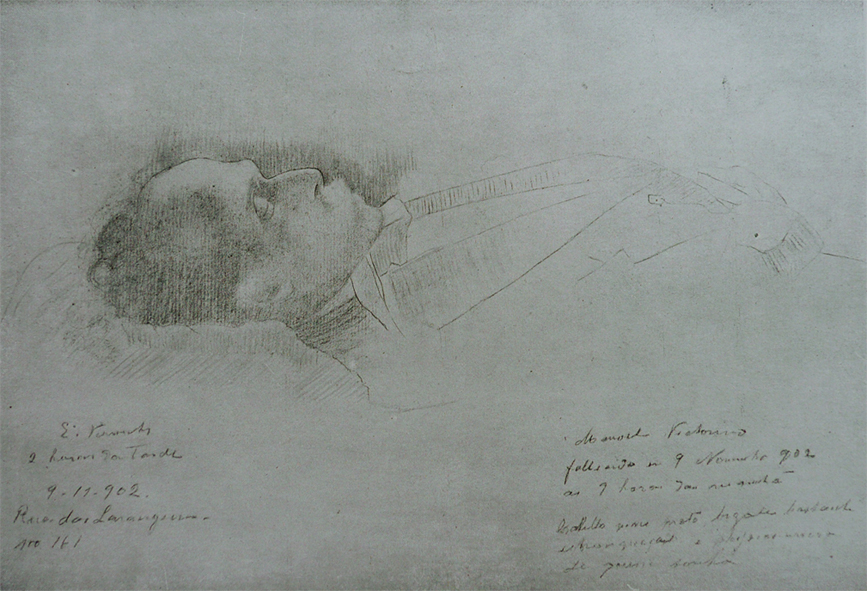
Presidente Manoel Victorino em seu leito de morte (Eliseu Visconti, 1902).

## Homenagem póstuma
Em 1962, sessenta anos após a sua morte, um município do Centro-Sul Baiano foi emancipado e recebeu o seu nome: Manoel Vitorino.